# Râul Comurnic
Râul Comurnic este un curs de apă, afluent al râului Gruița. 